# 이다연 (레이싱 모델)
이다연(1986년 1월 17일 ~ )은 대한민국의 레이싱 모델이다.

## 에이빙모델
- 2013년 신차발표회 모델
- 2014년 국제 게임전시회 지스타 앤씨소프트모델
- 2014년 국제 게임전시회 지스타 4:33 모델 외 다수

## 레이싱모델
- 2014년 CJ 헬로모바일 슈퍼레이스 챔피언쉽 레이싱모델
- 2014년 부산국제모터쇼 인피니티 레이싱모델
- 2014년 코리아스피드페스티벌 바보몰 레이싱팀 레이싱모델 외 다수